# 小山茉美のオールナイトニッポン
『小山茉美のオールナイトニッポン』（こやままみのオールナイトニッポン）は、ニッポン放送の深夜放送「オールナイトニッポン」の水曜2部（水曜日深夜27:00〜29:00 ＝ 木曜日未明3:00〜5:00）で放送されていた番組。放送期間は1983年（昭和58年）7月6日深夜から1985年（昭和60年）3月27日深夜まで。パーソナリティは声優の小山茉美。

## 概要
パーソナリティの小山茉美にとってラジオで単独での本格パーソナリティとして初めて出演した番組で、洋楽のオールディーズなどからJ-POP、ニューミュージックなどの最新ヒット曲までジャンル幅広く扱い、音楽に重きを置いた構成の番組。リスナーから曲のリクエストも受け付けており、毎回一つのアルファベットを決めて、それでタイトルが始まる曲を募集するなどの決まりがあった。「雑誌のようにみんなで作る番組」「雑誌のページをめくるように番組を聴いてもらいたい」として週刊誌形式の構成をとり、サブタイトルには『JJミュージック』『ペントハウスミュージック』など、実在の雑誌のタイトルを冠していた。小山自身も「その"編集長"になりたい」として番組に取り組むと話している>。
トークでは、『Dr.スランプ』の則巻アラレ風の声ではなく、成熟した大人の声の方で展開していた。ディレクターは土屋夏彦。

## 主なコーナー
音楽ダジャレ組
- オチを音楽の曲名、アーティスト名に持っていくという内容のネタはがきを募集。

みんなで作るページ
クリーム相談室
ミュージッククッキング
アーティストフォーカス
- 他

## ネット局
（当時のオールナイトニッポン2部全曜日のネット局）
| - STVラジオ - 新潟放送 - 山梨放送 - 福井放送 - KBS京都 | - 和歌山放送 - 西日本放送 - 高知放送 - KBCラジオ |